# Bibliotheca Universalis
Bibliotheca Universalis – pierwsza od wynalezienia druku bibliografia uniwersalna stworzona przez Konrada Gesnera, szwajcarskiego bibliografa. Bibliografia zawierała pisma w języku łacińskim, greckim oraz hebrajskim.
Wydano ją w 1545 roku w Zurychu. Bibliotheca obejmuje dzieła wszystkich pisarzy, wszystkich narodowości, od początków znanego piśmiennictwa do dnia wydania. Zawiera około 15 000 pozycji (3000 autorów) ułożonych w porządku alfabetycznym według imion autorów. Dodatkowo zamieszony jest tam alfabetyczny indeks nazwisk i przydomków (cognomina). W latach 1548–1555 uzupełniona została 3 tomami.
1. Bibliotheca Universalis (1545). Dzieła w porządku alfabetycznym według imion autorów, indeks nazwisk i przydomków.
2. Pandectarum sive partionum universalis libri (1548). Zawiera w układzie systematycznym materiał tomu 1 z pominięciem medycyny i teologii.
3. Partitiones theologicae (1549). Medycyna, teologia, indeks rzeczowy w układzie abecadłowym.
4. Appendix Bibliothecae (1555). Uzupełnienia do tomów 1-3.

Jedynym ograniczeniem był język publikacji. Bibliografia notowała dzieła sporządzone w łacinie, grece, hebrajskim, czyli językach nauki tamtych czasów. Gesner wykazywał dokumenty drukowane i rękopiśmienne. Opisy sporządzane były z autopsji, rzadziej ze źródeł pośrednich. Hasło autorskie rozpoczynało się od imienia. Tytuł nie zawsze podawany był dokładnie, natomiast prawie zawsze wykazana była treść dzieła lub adres wydawniczy lub opis zewnętrzny. Zastosowana tam klasyfikacja (21 działów) łączy średniowieczny podział nauk na trivium i quadrivium z systemem fakultatywnym uniwersytetu.
Autor nadał swojemu dziełu tytuł Bibliotheca i termin ten, w stosunku do spisów bibliograficznych, utrzymywał się jeszcze przez około trzy wieki. Geneza tego tytułu ma związek z bibliotekami jako zbiorami książek. Stosowano jeszcze nazwy takie jak np. catalogus, lexicon, index, thesaurus, elenchus, repertorium, historia litteraria. Dzisiaj dzieło takie nazwane byłoby bibliografią uniwersalną. Wobec ogromu i ciągłego wzrostu produkcji wydawniczej ten typ bibliografii obecnie byłby niemożliwy do zrealizowania. Dzisiaj bibliografię uniwersalną zastępuje system bibliografii narodowych wszystkich krajów.
Bibliotheca Universalis była wielokrotnie opracowywana, przerabiana, skracana, uzupełniana i publikowana pod wieloma tytułami przez różnych autorów. Bibliotheca zawiera również poloniki. Z analizy wypowiedzi Gesnera wiadomo, że przystępując do swojej pracy zdawał sobie sprawę z tego, co zamierza zrobić oraz z jakich środków powinien skorzystać i jakie metody zastosować. Powodów do opracowania takiej bibliografii miał wiele. Chciał m.in. uratować od zapomnienia informacje o pisarzach lub dziełach zaginionych, zniszczonych, bardzo starych, rzadkich.
Bibliotheca miała za zadanie zachęcić uczonych i możnych mecenasów do dbania o istniejące biblioteki i do zakładania nowych. Była pomocą w zbieraniu materiałów i systematyzowaniu ich. Bibliografia informowała nawet o pracach będących dopiero na warsztacie autorskim. W celu zwiększenia użyteczności bibliografii gdzie tylko można było Gesner podawał wskazówki: ważniejsze dane biograficzne, dokładne daty i adresy wydawnicze dzieł, informacje o ich treści, oceny a nawet cytaty. Podczas tak wielkiej pracy autor musiał pokonać wiele trudności. Kontaktował się z firmami wydawniczymi, drukarniami, miejscami sprzedaży książek, odwiedzał biblioteki prywatne i publiczne, gdzie badał ich księgi inwentarzowe. Analizował bieżącą produkcję wydawniczą, utrzymywał kontakt z wieloma naukowcami, a także wyszukiwał informacje rozproszone w różnych dziełach.
Mimo ogromu pracy wykonanej przez Gesnera szacuje się, że Bibliotheca wykazuje około 25% dzieł, które potencjalnie mogłyby w niej się znaleźć. Gesner mieszkał w Zurychu – ówczesnej naukowej stolicy Europy. Dzięki temu miał ułatwiony dostęp do informacji o publikacjach. Zbierał również informacje od przyjaciół przebywających za granicą. Posiłkował się też wcześniejszymi bibliografiami, aczkolwiek zawsze starał się, jeżeli było to możliwe, opisać dzieło z autopsji.